# 博羅沃
博羅沃是保加利亞的城鎮，位於該國北部多瑙河平原東北部，距離首府魯塞約50公里，由魯塞州負責管轄，海拔高度278米，2009年人口2,330。

## 外部連結
- Municipality of Borovo （页面存档备份，存于） – Government website
- Info on Municipality of Borovo  – Information website